# Brzi teretni brod
Brzi teretni brod, prema Pomorskom zakoniku RH, putnički brod kojem je najveća brzina m/s jednaka ili veća od vrijednosti dobivene formulom: 3,7 ∇ 0,1667, gdje je ∇ istisnina na konstruktivnoj vodnoj liniji m3. Pod brzim teretnim brodom ne smatraju se neistisninski brodovi čiji je trup potpuno iznad površine zbog djelovanja aerodinamičkih sila generiranih površinskim efektom.